# Together Alone
Together Alone é um filme de drama estadunidense de 1991 dirigido e escrito por P. J. Castellaneta. Estrelado por Terry Curry e Todd Stites, estreou no Festival Internacional de Cinema de Toronto em 13 de setembro.

## Sinopse
Bryan conhece um homem chamado Bill em um bar. Eles vão até o apartamento de Bryan e fazem sexo desprotegido. Depois, quando eles começam a conversar, Bryan descobre que o nome verdadeiro de Bill é Brian, e que ele é bissexual. Os dois passam horas falando sobre vários tópicos, como a AIDS, feminismo, sexualidade, e Emily Dickinson.

## Elenco
- Terry Curry - Brian
- Todd Stites - Bryan